# Димитрий (Иашвили)
Митрополи́т Дими́трий (груз. მიტროპოლიტი დიმიტრი, в миру князь Давид Иларионович Иашвили, груз. დავით ილარიონის ძე იაშვილი; 15 декабря 1872 — 22 июля 1961) — епископ Грузинской православной церкви, митрополит Бодбийский.

## Биография
Родился 15 декабря 1872 года в селе Сакобо Сигнахского района (Кахетия, Грузия), в семье священника.
Окончил Телавское духовное училище. С 1888 по 1896 год прошёл курс обучения в Тифлисской духовной семинарии.
В 1896-1898 годs он работал учителем в церковно-приходской школе села Джугаани.
В 1898 году был рукоположён в сан священника. После своего рукоположения продолжил свою педагогическую деятельность. Он был заведующим Сигнахским духовным училищем. В 1912 году он был переведён в церковь Святого Архангела Михаила в Авлабари.
Согласно данным архимандрита Рафаила (Карелина), рано овдовел, но по своей глубокой порядочности он не хотел, чтобы какая-нибудь женщина находилась бы в его доме и тем вызвала нарекание в народе, и тогда его дочь решилась на христианский подвиг: не вышла замуж, не создала своей семьи, а посвятила жизнь служению своему отцу. Был возведён в сан протоиерея.
До 1934 года отец Давид работал в первой Тбилисской больнице. В 1934-1948 годах работал бухгалтером в глазном диспансере.
30 июня 1949 года Католикосом-Патриархом всея Грузии Каллистратом вновь призван к священническому служению и назначен настоятелем храма святых апостолов Петра и Павла в Тбилиси.
Лично встречавший его архимандрит Рафаил (Карелин) писал о митрополите Димитрии что тот «…обладал душевной красотой в высоком значении этого слова. Он дышал благородством; оно проявлялось в его словах и взгляде, тоне его голоса и в каждом его движении; в нём чувствовалась не вычурная манерность, а благородная простота души… Он не был аскетом в обычном понимании этого слова, но он имел дар любить людей. Его доброта, отзывчивость души, доходящая до какой-то материнской нежности, его великодушие и умение обращаться с душой другого, как с драгоценностью, которую страшатся повредить неосторожным движением, его высокая сословная культура, но лишённая клейма сословной гордыни, создавали вокруг него атмосферу какой-то теплоты, как будто те, кто пришли в его дом, становились членами его семьи. Он был хорошо образован, но интеллигентность или интеллектуальность не подавляли в нём жизни сердца. Он писал не только богословские статьи, из которых некоторые, как ответ академику Кекелидзе, представляли собой апологию христианства, но также в молодости стихотворения и драмы, которые получили высокую оценку в литературных кругах, но не могли быть опубликованы, так как их автор стал духовным лицом. Он был одним из выдающихся грузинских проповедников, речь которого отличалась чистотой и изяществом языка. И вместе с тем, он был по-детски наивен, он не предполагал в других людях зла, и поэтому его часто обманывали и злоупотребляли его доверчивостью».
14 июня 1952 года пострижен в монашество с наречением имени в честь мученика царя Димитрия Самопожертвователя. Постриженник сказал тогда: «Как я хотел бы быть на его месте, чтобы отдать жизнь за свой народ». На следующий день был рукоположён во епископа Ниноцминдского, викария Католикоса-Патриарха всея Грузии.
В 1953 году назначен епископом Бодбийским. В 1957—1958 годах он также временно управлял Алавердской епархией. В 1958 году он был удостоен звания митрополита за своё верное и доблестное служение в Церкви.
«…он старался никого не осудить, как будто он боялся причинить боль этому человеку даже словом на расстоянии… Двери дома митрополита Димитрия, как двери его сердца, были открыты для всех. Каждый уходил от него утешенным не только его словами, но ещё сознанием того, что в мире не до конца оскудела та сила, которая называется любовью… За свою доверчивость митрополит Димитрий часто получал удары; но казалось, что его глубокой потребностью было отводить удары от других и принимать их на себя. Часто люди отплачивали ему чёрной неблагодарностью, но он как будто не замечал этого и продолжал относиться к ним с прежней любовью».
Скончался 22 июля 1961 года. Похоронен в церкви святых Петра и Павла в Тбилиси.